# Melzo
Melzo é uma comuna italiana da região da Lombardia, província de Milão, com cerca de 18.499 habitantes. Estende-se por uma área de 9 km², tendo uma densidade populacional de 2055 hab/km².
Faz fronteira com Gorgonzola, Pozzuolo Martesana, Cassina de' Pecchi, Vignate, Truccazzano, Liscate.

## Demografia
| Variação demográfica do município entre 1861 e 2011                               |
|                                                                                   |
| Fonte: Istituto Nazionale di Statistica (ISTAT) - Elaboração gráfica da Wikipedia |

## Breve Historia
Pensava-se que a origem de Melzo fosse Etrusca, como dizia Plínio, o Velho, mas neste século muitas pesquisas fazem pensar que a origem poderia ser Alemã ou Celta (Veja Ref. Sérgio Villa, Storia di Melzo dagli inizi alla fine dell'Ottocento, 2002).

## Conexões externas
- «Site Municipal»